# Semina il vento
Semina il vento è un film del 2020 diretto da Danilo Caputo.

## Trama
Dopo tre anni di assenza, Nica, studentessa di agronomia, torna nel suo paese in Puglia. Qui trova una situazione complessa: gli uliveti di proprietà della famiglia sono stati invasi dal parassita Liothrips oleae, il padre è pronto a qualsiasi compromesso pur di portare a casa soldi, la madre versa in una sorta di depressione a causa della mancata apertura di un negozio che avrebbe voluto gestire. Nica però non ha dimenticato i valori che la nonna le ha trasmesso e si impegna, contro tutto e tutti, per trovare una soluzione.

## Distribuzione
Il film è stato presentato in anteprima al Festival internazionale del cinema di Berlino nella sezione Panorama. È stato distribuito nelle sale cinematografiche italiane a partire dal 3 settembre 2020 e in quelle francesi a partire dal 28 luglio 2021.

## Accoglienza
Il sito MYmovies ha assegnato al film 3,7 stelle su 5, descrivendolo come "Un film ottimista su una generazione che non si arrende, vero argine contro i parassiti, naturali e sociali".